# Championnat de France de football 2006-2007
Navigation
Ligue 1 2005-2006 Ligue 1 2007-2008
La saison 2006-2007 de Ligue 1 est la 69e édition du Championnat de France de football. Elle a débuté le 4 août 2006 et s'est terminée le 26 mai 2007, et a vu l'Olympique lyonnais remporter son sixième titre dès le 22 avril, à cinq journées de la fin, établissant le record du sacre le plus précoce. De plus, Lyon établit un écart-record de 17 points avec son dauphin.
C'est l'Olympique de Marseille qui se hisse à la deuxième place, ce qui constitue son meilleur résultat depuis huit ans. Le Toulouse Football Club atteint la troisième place et se qualifie donc pour la première fois de son histoire pour le troisième tour préliminaire de la Ligue des champions. Un point derrière, le Stade rennais FC se qualifie pour la deuxième fois en trois ans en Coupe UEFA, tout ceci au terme d'une dernière journée de championnat exaltante, où Toulouse s'empare donc de la troisième place du classement, la volant à Rennes qui menait 1-0 face au LOSC Lille, et était alors troisième mais le lillois Nicolas Fauvergue égalisera à la dernière minute, privant Rennes d'une qualification historique en Ligue des champions. Autre fait notable, le RC Lens qui fut deuxième quasiment toute la durée de la saison, dégringolera lors des dernières journées pour terminer 5e, ratant de manière incroyable la qualification en Ligue des Champions. Cet épisode fut le début de la descente au enfer des Sangs et Or ces dernières années. En bas de tableau, le FC Nantes créé l'évènement en connaissant la première relégation de son histoire après 44 saisons consécutives de présence parmi l'élite.

## Les 20 clubs participants
| \| AJ Auxerre FC Girondins de Bordeaux Le Mans UC 72 RC Lens Lille OSC FC Lorient Olympique lyonnais Olympique de Marseille AS Monaco FC AS Nancy-Lorraine FC Nantes OGC Nice Paris SG Stade rennais FC AS Saint-Étienne CS Sedan Ardennes FC Sochaux Toulouse FC ES Troyes AC Valenciennes FC \| Localisation des clubs engagés dans le championnat. |
| AJ Auxerre FC Girondins de Bordeaux Le Mans UC 72 RC Lens Lille OSC FC Lorient Olympique lyonnais Olympique de Marseille AS Monaco FC AS Nancy-Lorraine FC Nantes OGC Nice Paris SG Stade rennais FC AS Saint-Étienne CS Sedan Ardennes FC Sochaux Toulouse FC ES Troyes AC Valenciennes FC                                                           |

| Club                     | Dernière montée | Club              | Dernière montée |
| ------------------------ | --------------- | ----------------- | --------------- |
| FC Nantes                | 1963            | FC Sochaux        | 2001            |
| Paris SG                 | 1974            | OGC Nice          | 2002            |
| AS Monaco FC             | 1977            | Toulouse FC       | 2003            |
| AJ Auxerre               | 1980            | AS Saint-Étienne  | 2004            |
| Olympique lyonnais       | 1989            | AS Nancy-Lorraine | 2005            |
| RC Lens                  | 1991            | Le Mans UC        | 2005            |
| FC Girondins de Bordeaux | 1992            | ES Troyes AC      | 2005            |
| Stade rennais FC         | 1994            | Valenciennes FC   | 2006            |
| Olympique de Marseille   | 1996            | CS Sedan-Ardennes | 2006            |
| Lille OSC                | 2000            | FC Lorient        | 2006            |

Promus de Ligue 2 en début de saison
- Valenciennes FC : champion de Ligue 2 la saison précédente
- CS Sedan-Ardennes : vice-champion de Ligue 2 la saison précédente
- FC Lorient : 3e de Ligue 2 la saison précédente

Relégations et promotions à la fin de la saison
Sont relégués en Ligue 2 pour la saison suivante les clubs de Troyes, Sedan, et Nantes (dans l'ordre du dix-huitième au dernier).
Ils sont relégués après respectivement deux ans, un an, et quarante-trois ans d'affilée dans l'élite.
En revanche, pas ou peu de surprises en Ligue 2 (voir article) : sont promus en Ligue 1 le FC Metz, le SM Caen, et le RC Strasbourg (dans l'ordre du Champion au troisième).
Ils étaient tous présents en Ligue 1 un an (Metz, Strasbourg) ou deux (Caen) auparavant.

## Historique de la saison - Les grandes dates

### Matchs aller (été-automne)
- 4 août : le premier match de la saison voit la victoire de l'Olympique lyonnais au stade de la Beaujoire contre le FC Nantes (1-3). La nouvelle recrue des Canaris, Nourdin Boukhari, avait pourtant ouvert le score en début de match[2].
- 26 et 27 août : la quatrième journée se termine sans match nul[3], fait rare. 35 buts marqués en une journée, contre 22 la semaine précédente.
- 10 septembre : le premier match OM-PSG de la saison, est gagné par l'Olympique de Marseille trois buts à un à Paris face au PSG ; sur un climat habituel de haute-tension entre supporters et dirigeants des deux côtés, il n'y a pas eu de débordements particuliers. En revanche, trois pénalties furent sifflés, dont deux pour l'OM[4].
- 20 septembre : l'entraineur du FC Nantes, Serge Le Dizet, est limogé au lendemain d'une défaite 2-0 à domicile face au Toulouse FC[5], en seizièmes de finale de la Coupe de la Ligue (voir article). Il est remplacé par son adjoint Georges Eo.
- 23 septembre : à la suite de la première défaite de l'OM face à Nantes, l'Olympique lyonnais prend seul la tête du championnat et ne la quittera plus.
- 22 octobre : Gérard Collomb, le président du Grand Lyon, annonce que le futur stade de Lyon prévu pour 2010 se trouvera dans la commune de Décines[6]. La décision est cependant contestée chez les habitants de la commune[7] ou au sein même du club[8]. Le soir, l'OM deuxième reçoit le leader OL lors de la 10e journée, pour le 1 000e match retransmis par Canal+[9]. Lyon gagne 4-1[10] et compte huit points d'avance et met un terme à l'invincibilité à domicile des marseillais tenant depuis plus d'un an.
- 23 octobre : László Bölöni, entraineur de l'AS Monaco, est "dispensé temporairement de ses fonctions"[11] après la défaite de son club face au Toulouse FC (1-3). Il ne reviendra pas. Il est remplacé par son adjoint Laurent Banide. L'AS Monaco occupe alors la dix-neuvième place au classement.
- 29 octobre : l'OL reste toujours invaincu en onze matchs (dont dix victoires) en battant le troisième du classement provisoire, l'AS Nancy-Lorraine par un but à zéro. Le club, semaine par semaine, enchaine les victoires et réalise le meilleur début de saison depuis Bordeaux il y a 53 ans.
- 31 octobre : Le CS Sedan Ardennes est le troisième club à se séparer de son sélectionneur. Après la défaite à Bordeaux, Serge Romano est remplacé[12] par son adjoint José Pasqualetti.

- 4 novembre : le Stade rennais FC réussit à s'imposer face à l'Olympique lyonnais 1-0 mettant fin à quatorze victoires consécutives de l'OL, dont neuf en championnat.
- 1er décembre : le match Paris Saint-Germain - Toulouse FC comptant pour la 16e journée de Ligue 1 a été reporté pour raison de sécurité, une première dans le football français depuis l'après-guerre. Le match sera disputé le 17 janvier 2007.
- 3 décembre : l'Olympique lyonnais devient « champion d'automne » grâce à ses 14 points d'avance - alors qu'il reste trois journées à jouer avant la fin des matchs aller.
- 6 décembre et 17 décembre : deux nouvelles victoires de Lyon sur le PSG 3-1 (deux buts lyonnais dans les 3 dernières minutes de jeu) puis sur le dauphin Lens, 4-0.
- 23 décembre : l'Olympique lyonnais est champion d'automne totalisant 50 points à l'issue des matches aller, ce qui constitue un nouveau record. Loin derrière se trouvent le RC Lens (35 pts) et le FC Sochaux (33 pts).

### Matchs retour (hiver-printemps)
- 13 janvier : nouvelle défaite à domicile du PSG face à Valenciennes, qui enfonce de plus en plus le club parisien vers la zone de la relégation ; Lyon subit sa deuxième défaite de la saison en s'inclinant 2-0 à Toulouse.
- 14 janvier : 2000e match dans l'élite du football français pour l'Olympique de Marseille.
- 15 janvier : Guy Lacombe n'est plus l'entraîneur du Paris Saint-Germain. Il est remplacé par Paul Le Guen.
- 17 janvier : le Paris Saint-Germain accompagné de son nouvel entraîneur concède le nul 0-0 face au TFC lors du match reporté pour des raisons de sécurité comptant pour la 16e journée de Ligue 1. Le club reste premier non-relégable.
- 24 janvier : l'Olympique lyonnais subit une deuxième défaite consécutive en perdant 2 buts à 1 à domicile contre Bordeaux.
- 4 février : quatrième défaite de la saison pour l'OL, tombé à Troyes sur un but dans les arrêts de jeu (1-0) ; le choc OM-PSG se solde par un match nul un but partout au stade Vélodrome.
- 10 février : le PSG s'impose 4-2 face à l'ASM et s'éloigne de la zone rouge ; grâce à un quadruplé de Savidan, Valenciennes s'impose 5-2 à Nantes qui redevient avant-dernier. Michel Der Zakarian devient deux jours plus tard le troisième entraîneur de la saison du FC Nantes.
- 25 février : l'ASSE s'impose pour la première fois de son histoire au Parc des Princes en battant 2-0 le PSG.
- 3 mars : le derby entre Saint-Étienne et l'OL a été interrompu pendant 20 minutes, mais le leader l'a emporté 3-1. Pour la première fois de la saison, le PSG est relégable, après sa défaite 0-2 contre Sedan et l'Olympique de Marseille perd 1-0 au stade Vélodrome face au RC Lens ce qui constitue le sixième match sans victoire en Ligue 1 pour les Phocéens. Lens conforte sa deuxième place.
- 11 mars : le PSG perd une nouvelle fois à domicile face à Auxerre 1-0, et occupe l'avant-dernière place du classement, à 2 points du premier non-relégable.
- 18 mars : le PSG s'enfonce avec leur 4e défaite consécutive face à Rennes (1-0)
- 31 mars : le FC Girondins de Bordeaux remporte la Coupe de la Ligue.
- 1er avril : le PSG resort de la zone rouge après une victoire sur le Racing Club de Lens au stade Bollaert (1-2).
- 8 avril : le TFC monte pour la seconde fois de la saison sur le podium après sa victoire sur le CS Sedan. Dans la soirée, l'OM se relance dans la course à l'Europe après sa victoire au Vélodrome face au LOSC, 4 buts à 1. L'arbitre, Hervé Piccirillo, aura été l'homme du match puisqu'il aura sifflé deux pénalties (un pour l'OM et un pour le LOSC) et aura expulsé un joueur lillois dès la 7e minute. Le LOSC commence sa dégringolade au classement.
- 14 avril : seulement 4 buts sont marqués en huit matchs de championnat, un record. Toulouse conforte sa 2e place après sa victoire sur Auxerre 2-0 qui jouait son 1000e match dans l'élite du football français.
- 18 avril : en match en retard de la 30e journée, l'Olympique lyonnais fait match nul 0-0 à Gerland contre le Stade rennais. Ce résultat offre pratiquement le titre à l'OL, mais mathématiquement Lyon n'est pas encore champion (L'OL possédant 17 pts d'avance sur le second, seule la différence de buts pourrait permettre au TFC deuxième d'être champion, une différence qui est de + 32 pour l'OL et + 5 pour le TFC). Déçu par le résultat du match, le public lyonnais attendra avant de fêter officiellement ce titre annoncé.
- 21 avril : l'Olympique lyonnais est enfin officiellement champion de France. Avant même de jouer son match de la 33e journée, le Stade rennais offre le titre aux lyonnais en battant Toulouse, le dauphin actuel. Le FC Nantes reste enfoncé à la place de 20e du classement après une défaite contre le PSG 4-0 au Parc des Princes.
- 22 avril : en réalisant un match nul face à l'AJ Auxerre, l'Olympique lyonnais confirme sa proclamation, pour la 6e fois d'affilée, en tant que Champion de France de Ligue 1, et établit un record de précocité en étant champion à cinq journées de la fin de la saison.

- 29 avril : après leur victoire 1-0 face au RC Lens, les Girondins de Bordeaux reprend la 2e place du championnat de France. Fabien Barthez, arrivé en janvier, quitte le FC Nantes à la suite d'une altercation avec des supporteurs.
- 5 mai : profitant du match nul 0-0 de Bordeaux à Rennes, le RC Lens bat Toulouse 2-0 et reprend la deuxième place du classement.
- 6 mai : l'Olympique de Marseille s'impose à Monaco 2-1 et reste dans la course pour la Coupe d'Europe. Lens, Bordeaux, et Marseille se tiennent en un point pour les deux dernières places en Ligue des Champions.
- 9 mai : Malgré sa victoire 1-0 à Bordeaux, le FC Nantes est mathématiquement relégué en Ligue 2 pour la première fois de l'histoire du club. Sedan est aussi condamné à la relégation. À la suite de sa victoire 2-1 contre l'AS Nancy-Lorraine, l'Olympique de Marseille profite des faux-pas de Bordeaux et du RC Lens (défaite 3-0 à Lyon) pour s'emparer de la deuxième place du classement.
- 12 mai : le FC Sochaux-Montbéliard remporte la Coupe de France
- 19 mai : après Sedan et le FC Nantes Atlantique, Troyes, rejoint les relégués après une défaite contre le PSG. L'Olympique de Marseille s'assure la 2e place synonyme de ligue des champions grâce à sa victoire à Saint-Étienne et aux nuls de Lens et Bordeaux. Après environ 10 journées à la tête du classement des buteurs, Steve Savidan est détrôné par l'attaquant parisien Pedro Miguel Pauleta. Le match Nantes - Toulouse a été arrêté à trois minutes de la fin après l'envahissement du terrain par des supporters nantais qui réclamaient la démission des dirigeants.
- 24 mai : la LFP attribue la victoire sur tapis vert à Toulouse lors du match du 19 mai, ce qui fait une équipe de plus dans la "course à l'Europe". Le Stade rennais, assuré pendant cinq jours de sa qualification en Coupe UEFA, peut dans certains cas ne se qualifier qu'en Coupe Intertoto, et promet au cas où Toulouse passe devant, de porter l'affaire en justice.
- 26 mai : la défaite de Lens à Troyes sur un score de 3-0 met fin aux espoirs des lensois, alors seuls à tenir leur destin en main. Toulouse réussit à gagner 3-1 contre Bordeaux, et, profitant du but lillois à la dernière seconde de Lille-Rennes (1-1), le "Téfécé" finit troisième. Rennes passe à la quatrième place et prend la place en Coupe UEFA, tandis que Lens se qualifie pour la coupe Intertoto. Pedro Miguel Pauleta termine meilleur buteur avec quinze réalisations. C'est le plus faible nombre de buts pour un meilleur buteur à la fin d'une saison en France (voir la section concernée).

L'Olympique lyonnais totalise 81 pts. L'Olympique de Marseille (64 pts) et le Toulouse FC (58 pts) complètent le podium. Cet écart de 17 points entre le champion et son dauphin constitue un nouveau record du championnat de France.

## Matchs
| Résultats (▼dom., ►ext.)                                   | AJA | FCGB | MUC | RCL | FCL | LOSC | OL  | OM  | ASM | ASNL | FCNA | OGCN | PSG | SRFC | CSSA | ASSE | FCSM | TFC  | ESTAC | VAFC |
| Auxerre                                                    |     | 0-0  | 2-3 | 1-0 | 2-1 | 2-1  | 0-0 | 0-3 | 2-1 | 2-0  | 1-0  | 0-0  | 0-0 | 1-0  | 2-2  | 1-1  | 1-0  | 1-0  | 1-0   | 1-1  |
| Bordeaux                                                   | 0-0 |      | 1-0 | 1-0 | 1-1 | 0-1  | 1-2 | 1-0 | 1-0 | 3-0  | 0-1  | 3-2  | 0-0 | 1-2  | 3-1  | 1-0  | 2-0  | 2-0  | 2-1   | 2-1  |
| Le Mans                                                    | 2-2 | 1-1  |     | 1-1 | 1-1 | 1-1  | 0-1 | 2-0 | 0-2 | 0-0  | 1-1  | 1-0  | 1-1 | 0-0  | 3-2  | 2-1  | 2-2  | 2-0  | 2-0   | 3-2  |
| Lens                                                       | 1-0 | 3-0  | 2-0 |     | 1-1 | 1-1  | 0-4 | 1-1 | 1-0 | 2-2  | 2-0  | 0-0  | 1-2 | 0-0  | 1-1  | 3-3  | 3-1  | 2-0  | 1-0   | 3-0  |
| Lorient                                                    | 2-1 | 0-1  | 2-1 | 1-0 |     | 0-0  | 1-3 | 2-1 | 0-0 | 2-0  | 3-1  | 0-0  | 0-1 | 0-0  | 2-0  | 0-0  | 1-3  | 0-1  | 0-0   | 1-0  |
| Lille                                                      | 1-1 | 3-0  | 0-2 | 4-0 | 1-0 |      | 1-2 | 1-0 | 1-1 | 0-1  | 0-0  | 1-0  | 1-0 | 1-1  | 2-1  | 2-2  | 2-0  | 1-3  | 4-0   | 0-2  |
| Lyon                                                       | 1-0 | 1-2  | 2-1 | 3-0 | 1-0 | 4-1  |     | 1-1 | 0-0 | 1-0  | 3-1  | 1-1  | 3-1 | 0-0  | 1-0  | 2-1  | 3-3  | 1-1  | 2-0   | 2-1  |
| Marseille                                                  | 3-1 | 2-1  | 2-0 | 0-1 | 0-1 | 4-1  | 1-4 |     | 2-1 | 2-1  | 0-0  | 3-0  | 1-1 | 2-0  | 1-0  | 2-1  | 4-2  | 3-0  | 2-1   | 1-0  |
| Monaco                                                     | 2-1 | 0-0  | 2-1 | 0-0 | 2-2 | 3-1  | 1-0 | 1-2 |     | 2-0  | 2-1  | 0-0  | 1-2 | 0-2  | 2-1  | 1-2  | 3-0  | 1-3  | 0-0   | 3-0  |
| Nancy                                                      | 1-0 | 2-1  | 1-1 | 2-1 | 0-1 | 1-3  | 0-3 | 2-0 | 1-0 |      | 1-0  | 3-0  | 0-3 | 0-0  | 3-1  | 0-2  | 5-2  | 2-1  | 1-0   | 1-0  |
| Nantes                                                     | 1-1 | 0-0  | 0-0 | 0-0 | 0-2 | 1-1  | 1-3 | 2-1 | 1-0 | 2-1  |      | 1-0  | 1-1 | 0-2  | 0-1  | 2-2  | 0-2  | 0-0a | 1-1   | 2-5  |
| Nice                                                       | 0-0 | 2-1  | 3-3 | 1-2 | 3-0 | 2-1  | 1-4 | 2-1 | 1-1 | 0-0  | 1-1  |      | 1-0 | 1-1  | 2-2  | 2-1  | 0-0  | 0-1  | 3-0   | 2-0  |
| Paris SG                                                   | 0-1 | 0-2  | 2-1 | 1-3 | 2-3 | 1-0  | 1-1 | 1-3 | 4-2 | 0-0  | 4-0  | 0-0  |     | 1-0  | 4-2  | 0-2  | 0-0  | 0-0  | 2-1   | 1-2  |
| Rennes                                                     | 3-1 | 0-0  | 1-1 | 1-0 | 4-1 | 1-2  | 1-0 | 0-2 | 1-1 | 1-1  | 2-0  | 1-0  | 1-0 |      | 0-2  | 0-0  | 2-1  | 3-2  | 1-1   | 1-0  |
| Sedan                                                      | 2-2 | 1-1  | 1-2 | 2-2 | 3-1 | 2-0  | 0-1 | 0-0 | 0-1 | 2-2  | 1-1  | 1-1  | 2-0 | 1-0  |      | 2-2  | 1-1  | 0-2  | 1-2   | 1-1  |
| Saint-Étienne                                              | 2-3 | 0-2  | 2-0 | 3-2 | 2-0 | 2-1  | 1-3 | 1-2 | 0-1 | 1-0  | 2-1  | 2-1  | 1-0 | 1-3  | 1-2  |      | 1-2  | 3-0  | 3-1   | 3-0  |
| Sochaux                                                    | 1-1 | 2-1  | 2-0 | 0-3 | 1-1 | 0-0  | 0-1 | 1-0 | 2-1 | 2-1  | 1-2  | 1-1  | 3-2 | 0-0  | 1-1  | 1-0  |      | 4-2  | 1-0   | 1-0  |
| Toulouse                                                   | 2-0 | 3-1  | 0-1 | 0-1 | 0-0 | 1-0  | 2-0 | 3-0 | 1-1 | 2-2  | 0-4  | 1-0  | 1-3 | 1-0  | 3-1  | 1-0  | 1-2  |      | 1-1   | 3-0  |
| Troyes                                                     | 3-3 | 1-0  | 2-2 | 3-0 | 3-0 | 1-1  | 1-0 | 1-1 | 0-4 | 0-0  | 1-0  | 2-0  | 1-1 | 2-2  | 3-2  | 3-1  | 0-1  | 1-2  |       | 1-3  |
| Valenciennes                                               | 1-3 | 2-0  | 1-1 | 1-3 | 0-0 | 0-3  | 0-0 | 0-0 | 2-2 | 1-0  | 1-0  | 0-1  | 0-0 | 3-1  | 2-1  | 1-0  | 0-0  | 0-0  | 3-1   |      |
| - Victoire à domicile - Match nul - Victoire à l'extérieur |     |      |     |     |     |      |     |     |     |      |      |      |     |      |      |      |      |      |       |      |

a La LFP attribue la victoire sur le score de 0-0 à Toulouse à la suite du match interrompu après l'envahissement du terrain par des supporters nantais.

## Classement final
| Rang | Équipe                   | Pts | J  | G  | N  | P  | Bp | Bc | Diff ! Moy. Spec. |        |
| ---- | ------------------------ | --- | -- | -- | -- | -- | -- | -- | ----------------- | ------ |
| 1    | Olympique lyonnais T S   | 81  | 38 | 24 | 9  | 5  | 64 | 27 | +37               | 38 546 |
| 2    | Olympique de Marseille   | 64  | 38 | 19 | 7  | 12 | 53 | 38 | +15               | 49 005 |
| 3    | Toulouse FC              | 58  | 38 | 17 | 7  | 14 | 44 | 43 | +1                | 21 570 |
| 4    | Stade rennais FC         | 57  | 38 | 14 | 15 | 9  | 38 | 30 | +8                | 25 135 |
| 5    | RC Lens                  | 57  | 38 | 15 | 12 | 11 | 47 | 41 | +6                | 34 362 |
| 6    | Girondins de Bordeaux L  | 57  | 38 | 16 | 9  | 13 | 39 | 35 | +4                | 24 901 |
| 7    | FC Sochaux-Montbéliard C | 57  | 38 | 15 | 12 | 11 | 46 | 48 | -2                | 14 675 |
| 8    | AJ Auxerre               | 54  | 38 | 13 | 15 | 10 | 41 | 41 | 0                 | 10 395 |
| 9    | AS Monaco                | 51  | 38 | 13 | 12 | 13 | 45 | 38 | +7                | 11 047 |
| 10   | Lille OSC                | 50  | 38 | 13 | 11 | 14 | 45 | 43 | +2                | 14 560 |
| 11   | AS Saint-Étienne         | 49  | 38 | 14 | 7  | 17 | 52 | 50 | +2                | 29 383 |
| 12   | Le Mans UC 72            | 49  | 38 | 11 | 16 | 11 | 45 | 46 | -1                | 11 332 |
| 13   | AS Nancy-Lorraine        | 49  | 38 | 13 | 10 | 15 | 37 | 44 | -7                | 18 331 |
| 14   | FC Lorient P             | 49  | 38 | 12 | 13 | 13 | 33 | 40 | -7                | 13 586 |
| 15   | Paris Saint-Germain      | 48  | 38 | 12 | 12 | 14 | 42 | 42 | 0                 | 36 360 |
| 16   | OGC Nice                 | 43  | 38 | 9  | 16 | 13 | 34 | 40 | -6                | 11 336 |
| 17   | Valenciennes FC P        | 43  | 38 | 11 | 10 | 17 | 36 | 48 | -12               | 14 813 |
| 18   | ES Troyes AC             | 39  | 38 | 9  | 12 | 17 | 39 | 54 | -15               | 12 699 |
| 19   | CS Sedan Ardennes P      | 35  | 38 | 7  | 14 | 17 | 46 | 58 | -12               | 14 130 |
| 20   | FC Nantes                | 34  | 38 | 7  | 13 | 18 | 29 | 49 | -20               | 30 159 |

Qualifications européennes
Ligue des Champions 2007-2008
- 1er et 2e : phase de groupes
- 3e : 3e tour préliminaire

Coupe UEFA 2007-2008
- 4e et vainqueurs des coupes[13] : 1er tour

Coupe Intertoto 2007
- 5e : 3e tour

Relégation
- 18e, 19e et 20e : relégation en Ligue 2

Abréviations
T : Tenant du titre

P : Promus de Ligue 2 2005-2006

C : Vainqueur de la Coupe de France 2006-07

L : Vainqueur de la Coupe de la Ligue 2006-07

S : Vainqueur du Trophée des champions 2006

## Buteurs
Pauleta est devenu pour la troisième fois de sa carrière meilleur buteur de l'élite française, après la saison 2001-02 où il avait inscrit vingt-deux buts sous les couleurs bordelaises, tout comme Cissé alors sous le maillot auxerrois. Il était aussi le meilleur buteur en titre.
Cette saison était, pour le spectacle individuel, plutôt un mauvais cru : jamais dans l'histoire de la Division 1 ou de la Ligue 1 un meilleur buteur n'a marqué aussi peu de buts (15).
On peut l'expliquer par le fait que Pauleta n'a été titularisé que trente fois - et joué 2594 minutes (86 minutes par match).
En revanche, Steve Savidan, après avoir été meilleur buteur de National deux ans plus tôt, meilleur buteur de Ligue 2 un an plus tôt, finit second meilleur buteur de Ligue 1, un exploit jamais réalisé, qui plus est avec le même club.
C'est le brésilien Fred qui a la meilleure moyenne de buts ; n'ayant joué que vingt matchs ou 1148 minutes, il a marqué onze fois.
De nombreux joueurs ayant occupé la première place du classement de buteurs n'ont plus réussi à en marquer plus, ce fut notamment le cas de Peter Odemwingie, Mathieu Bodmer, Mickaël Pagis et Aruna Dindane entre autres.

## Parcours en coupes d'Europe
Le parcours des clubs français en coupes d'Europe est important puisqu'il détermine le coefficient UEFA, et donc le nombre de clubs français présents en coupes d'Europe les années suivantes.
| Club                   | Compétition         |                                                                                                   |
| ---------------------- | ------------------- | ------------------------------------------------------------------------------------------------- |
| Olympique lyonnais     | Ligue des Champions | éliminé en huitième de finale (AS Rome )                                                          |
| Lille OSC              | Ligue des Champions | éliminé en huitième de finale (Manchester United )                                                |
| Girondins de Bordeaux  | Ligue des Champions | éliminé en phase de groupes (Liverpool FC , PSV Eindhoven et Galatasaray )                        |
| Paris Saint-Germain    | Coupe UEFA          | éliminé en huitième de finale (Benfica Lisbonne )                                                 |
| RC Lens                | Coupe UEFA          | éliminé en huitième de finale (Bayer Leverkusen )                                                 |
| Girondins de Bordeaux  | Coupe UEFA          | éliminé en seizième de finale (Osasuna Pampelune )                                                |
| AS Nancy-Lorraine      | Coupe UEFA          | éliminé en seizième de finale (Chakhtior Donetsk )                                                |
| AJ Auxerre             | Coupe UEFA          | éliminé en phase de groupes (Glasgow Rangers , Maccabi Haïfa , AS Livourne et Partizan Belgrade ) |
| Olympique de Marseille | Coupe UEFA          | éliminé en tour de qualification (FK Mlada Boleslav )                                             |